# Bentley 4¼ Litre
Ne doit pas être confondu avec Bentley 4 Litre ou Bentley 4½ Litre.
La Bentley 4¼ Litre ou Bentley 4,25 Litre est une berline de luxe de la seconde moitié des années 1930 développée par le constructeur automobile britannique Bentley Motors.